# Fazanke
Fazanke (lat. Phasianidae) su porodica ptica iz reda kokoški (Galliformes). Sastoji se od fazana, paunova, kokoški i sličnih ptica podjeljenih u 38 rodova i oko 138 vrsta. Često se dijeli na dvije potporodice, Phasianinae, s 49 vrsta, i Perdicinae, sa 106 ostalih vrsta. Ponekada joj se pripisuju dodatne porodice i vrste. Takve su Tetraonidae (Tetraoninae, tetrijebi), Numididae (Perdicinae, biserke) i Meleagrididae (Meleagridinae, ćurke).

## Potporodice
Sastoji se od 4 potporodice:
- Meleagridinae
- Perdicinae
- Phasianinae
- Tetraoninae

## Rasprostranjenost
Fazanke su porodica Starog svijeta, rasprostranjene po većini Europe i Azije (osim dalekog sjevera), u cijeloj Africi (osim u najsušim pustinjama), većini istočne Australije i Novog Zelanda, s nekoliko vrsta tetrijeba u Sjevernoj Americi. Najviše je vrsta u Jugoistočnoj Aziji i Africi. Fazani su, s iznimkom kongoanskog pauna, potpuno ograničeni na Aziju; potporodica Perdicinae su mnogo rasprostranjenije. Nastanjuju skoro sva staništa.
U glavnom su ptice stanarice, iako neke daleko migriraju. Nekoliko vrsta je uvedeno na druge kontinente, a posebno fazani u Europu, Australiju i obje Amerike. Neke populacije paunova i kokoški u zatočeništvu su pobjegle i odomaćile se.

## Izgled i ponašanje
Ove su ptice prilagođene životu na tlu. Teže od 43 grama do 6,5 kg. Spolni dimorfizam se uglavnom ogleda u veličini (mužjaci su obično veći od ženki). Kratkih su krila i snažnih nogu. Kljun je kratak i snažan. Mužjaci većih vrsta često imaju šareno perje, krijeste ili sl.
Fazanke imaju različitu ishranu, od biljne do mesojede. Tu spadaju sjemenke, listovi, voće, malene životinje poput insekata pa čak i malenih gmazova. Ptići su uglavnom insektojedi. 
Uz varijacije u prehrani postoji mnogo varijacia u strategijama razmnožavanja. Veliki broj vrsta nije monogaman, u odnosu na ostale ptice. Gnijezde se uglavnom na tlu; samo se tragopani gnijezde u grmlju. Gnijezda mogu biti hrpe vegetacije kao i plitke udubine u tlu. Može biti sneseno i 18 jaja, ali je uobičajeno 7-12. Tropske vrste nesu i manje. Ženka skoro uvijek inkubira jaja 14-30 dana, ovisno o vrsti.